# Domenico Trimboli
Domenico Trimboli, detto U Crezia (Platì, 1955), è un mafioso italiano della 'ndrangheta.
Presunto boss della cosca calabrese Trimboli, era tra i cento latitanti più ricercati d'Italia.
Accusato di traffico di stupefacenti e dopo l'operazione Stupor Mondi, Schumy e Igres di associazione per delinquere di stampo mafioso.
Sembra che tramite i contatti con il narcotrafficante Roberto Pannunzi (arrestato nel 1994) e il figlio Alessandro Pannunzi ricevesse la cocaina del cartello di Medellín a prezzi di favore. Trascorse, anche, lunghi periodi in Colombia.
È sospettato di aver favorito la latitanza di Francesco Barbaro detto U castanu, Antonio Papalia, Pasquale Perre e Natale Agresta.
Dal 2003 è latitante.
Viene arrestato dai Carabinieri insieme a suo fratello Saverio Trimboli l'11 gennaio 2008, in un bunker nelle campagne di Platì.